# Opius valdiviensis
Opius valdiviensis är en stekelart som beskrevs av Fischer 1979. Opius valdiviensis ingår i släktet Opius och familjen bracksteklar. Inga underarter finns listade i Catalogue of Life.